# Barbozza
Barbozza (Bart in lingua tedesca; barbote, anche guardapapo, in lingua spagnola; bevor in lingua inglese), anche barbozzo e barbotto, è una componente dell'armatura a piastre del tipo "gotico" preposta alla difesa del viso e del collo. Rispetto alla mentoniera, parte dell'elmo completo, si caratterizza per l'essere una piastra di acciaio sagomata da agganciare direttamente alla parte superiore della corazza. Nell'armatura da giostra era spesso un tutt'uno con la guardastanca.
In zoologia, "barbozza" indica la parte della testa del cavallo compresa tra il mento e la mandibola.